# Sully (Iowa)
Sully ist eine Kleinstadt (mit dem Status „City“) im Jasper County im US-amerikanischen Bundesstaat Iowa. Das U.S. Census Bureau hat bei der Volkszählung 2020 eine Einwohnerzahl von 881 ermittelt.
Sully ist Bestandteil der Metropolregion um Iowas Hauptstadt Des Moines.

## Geografie
Sully liegt im südöstlichen Zentrum Iowas, im östlichen Vorortbereich von Des Moines. Rund 130 km südlich von Sully verläuft die Grenze zum Nachbarstaat Missouri, die Grenze zu Illinois wird rund 170 km östlich vom Mississippi gebildet, während der Missouri River rund 290 km westlich die Grenze Iowas zu Nebraska bildet.
Die geografischen Koordinaten von Sully sind 41°34′42″ nördlicher Breite und 92°50′42″ westlicher Länge. Die Stadt erstreckt sich über eine Fläche von 1,5 km² und ist die größte Ortschaft innerhalb der Lynn Grove Township.
Nachbarorte von Sully sind Grinnell (28,3 km nordöstlich), Lynnville (5,5 km östlich), Searsboro (13,6 km in der gleichen Richtung), New Sharon (28,6 km südöstlich), Pella (24 km südsüdwestlich), Otley (29,4 km südwestlich), Reasnor (16,4 km westlich), Killduff (7,7 km nordwestlich) und Kellogg (20,2 km nordnordwestlich).
Das Stadtzentrum von Des Moines liegt 67 km westlich. Die nächstgelegenen weiteren größeren Städte sind Rochester in Minnesota (320 km nördlich), die Twin Cities (Minneapolis und St. Paul) in Minnesota (426 km in der gleichen Richtung), Waterloo (139 km nordnordöstlich), Cedar Rapids (140 km ostnordöstlich), Iowas frühere Hauptstadt Iowa City (118 km östlich), die Quad Cities in Iowa und Illinois (211 km in der gleichen Richtung), Chicago in Illinois (479 km ebenfalls östlich), Peoria in Illinois (359 km ostsüdöstlich), Illinois’ Hauptstadt Springfield (424 km südöstlich), St. Louis in Missouri (496 km südsüdöstlich), Columbia in Missouri (337 km südlich), Kansas City in Missouri (378 km südsüdwestlich), Nebraskas größte Stadt Omaha (304 km westsüdwestlich), Nebraskas Hauptstadt Lincoln (383 km in der gleichen Richtung), Sioux City (371 km westnordwestlich) und South Dakotas größte Stadt Sioux Falls (520 km nordwestlich).

## Verkehr
Der Interstate Highway 80, der hier die kürzeste Verbindung von Des Moines nach Iowa City bildet, verläuft in West-Ost-Richtung 13 km nördlich an Sully vorbei. Alle weiteren Straßen sind untergeordnete Landstraßen, teils unbefestigte Fahrwege sowie innerörtliche Verbindungsstraßen.
Mit dem Sully Municipal Airport befindet sich im südlichen Stadtgebiet ein kleiner Flugplatz. Der nächste Verkehrsflughafen ist der 82 km westlich gelegene Des Moines International Airport.

## Bevölkerung
Nach der Volkszählung im Jahr 2010 lebten in Sully 821 Menschen in 334 Haushalten. Die Bevölkerungsdichte betrug 547,3 Einwohner pro Quadratkilometer. In den 334 Haushalten lebten statistisch je 2,46 Personen.
Ethnisch betrachtet bestand die Bevölkerung mit drei Ausnahmen nur aus Weißen. Unabhängig von der ethnischen Zugehörigkeit waren 0,2 Prozent (zwei Personen) der Bevölkerung spanischer oder lateinamerikanischer Abstammung.
24,1 Prozent der Bevölkerung waren unter 18 Jahre alt, 55,6 Prozent waren zwischen 18 und 64 und 20,3 Prozent waren 65 Jahre oder älter. 49,8 Prozent der Bevölkerung waren weiblich.
Das mittlere jährliche Einkommen eines Haushalts lag bei 58.849 USD. Das Pro-Kopf-Einkommen betrug 25.156 USD. 3,1 Prozent der Einwohner lebten unterhalb der Armutsgrenze.